# Inga Meyer-Ahlenius
Inga Lily Elisabet Meyer-Ahlenius, född 27 januari 1919 i Malmö, död 5 januari 1990 i Teckomatorp, var en svensk målare.
Hon var dotter till direktören Franz Meyer och Ellen Friberg och från 1945 gift med Yngve Ahlenius. Hon studerade vid Edward Berggrens målarskola i Stockholm 1944 och vid Skånska målarskolan i Malmö 1944–1945 och vid den Fria målarskolan i Helsingfors 1947 samt under studieresor till bland annat Marocko, Frankrike och Spanien. Tillsammans med Herman Edlund ställde hon ut på Rålambshof 1953 och separat debuterade hon i Landskrona 1955. Hennes konst består av stilleben och landskap utförda i olja eller akvarell. Hon är begravd på Landskrona kyrkogård.